# Maarten Peters
Maarten Peters (Nijmegen, 3 december 1959) is een Nederlands singer-songwriter. Hij speelt onder andere twee jaar in de Frank Boeijen Groep en brengt zelf enkele platen uit. Later gaat hij spelen in de band van Margriet Eshuijs. Daarnaast schrijft hij voor artiesten als Rob de Nijs, Liesbeth List, Manuëla Kemp, Ida de Nijs en Willeke Alberti.

## Biografie
Maarten Peters begon op 11-jarige leeftijd met gitaar spelen. Hij specialiseerde zich in het zogenaamde fingerpicking stijl. In zijn puberteit speelde hij in diverse bandjes in het jongerencircuit. In 1984 verving hij Will Theunissen als gitarist van de Frank Boeijen Groep. Aanvankelijk was de afspraak dat hij twee weken bij de band kwam spelen, maar dat werd uiteindelijk twee jaar. In die tijd formeerde hij ook een eigen band, Maarten Peters and the Dream.
In 1986 werd zijn tweede single Away een succes. Omdat hij een solocarrière niet meer kon combineren met de Frank Boeijen Groep, verliet hij de band om als zanger en componist door te gaan. Zijn debuutalbum Hunting the Queenbee werd uitgebracht door platenmaatschappij Dureco. In 1987 komen de singles Burn Your Boats en Factory Man uit, waarvan de laatste de top 40 haalt, beide worden op het tweede album Burn your boats uitgebracht, alsmede de single Take it now. Een jaar later beëindigt hij Maarten Peters and the Dream om zich meer op het schrijven van muziek voor anderen te gaan toeleggen.
Tussentijds brengt Maarten Peters een maxi-single uit met het nummer Dance this night away, hierop staat ook een extended dance mix door Ben Liebrand. Deze is niet op een album verschenen.
In 1989 verlaat Maarten Peters Dureco en tekent hij een contract bij EMI. De maatschappij brengt de plaat White Horses In The Snow uit. De gelijknamige single wordt een groot succes. Daarnaast schreef hij liedjes voor onder meer Margriet Eshuijs. Drie van zijn liedjes haalden de finale van het Nationaal Songfestival. Het nummer Het zal nooit meer zo zijn, dat Peters schreef voor Willeke Alberti, werd in een uitvoering door de Portugese zangeres Nucha in Portugal een grote hit.
In 1991 verschijnt zijn vierde album A Scary Tale. Om de plaat te promoten doet hij een kleine tour met zijn vorige band The Dream. Maarten Peters besluit zich meer op het theater te gaan toeleggen. Onder de noemer het Maarten Peters Trio, waarin onder meer pianist Ruud de Grood, maakt hij twee programma's. Enkele nummers van de band van Peters verschenen op het album Sometimes van Margriet Eshuijs. In de volgende jaren was Maarten in het theater te vinden met de programma's De Nacht en Life is a jungle. Daarnaast schrijft hij het meeste materiaal voor zijn levensparter Margriet Eshuijs en haar band, maar ook voor onder meer Liesbeth List. Ook werkt hij samen met Belinda Meuldijk om liedjes te schrijven voor Rob de Nijs.
In 1998 richtte Peters een eigen platenmaatschappij op, B hive Records. De eerste release is Eshuijs' Step Into The Light. Hij maakt een tournee als onderdeel van de band van Eshuijs.
In 1999 bracht hij weer een eigen single uit: De treinen hebben kleur. Hij zong het tijdens de dodenherdenking in kamp Westerbork. Hem werd gevraagd meer presentaties aldaar muzikaal te omlijsten. Hierbij ontmoette hij beeldend kunstenares en verzetsstrijder Truus Menger, voor wie hij Bevroren tranen schrijft, dat wordt gezongen bij de Auschwitzherdenking. Voor het album Time van Margriet Eshuijs schreef hij niet alleen diverse nummers, maar bedacht hij ook het concept, en deed de arrangementen en productie. Ook voor Rob de Nijs en anderen blijft hij schrijven. Via de tournee Margriet Eshuijs In Concert keerde Maarten Peters in 2004 terug naar de theaters.
In 2012 is hij op theatertour met The Best Of Britain Samen met Edward Reekers, Brenda van Aarsen, Syb van der Ploeg.
Daarnaast is Maarten ook een muzikale kracht bij  Alpe d'HuZes, de grootste vrijwillige crowdfunding van Nederland. Voor deze stichting die, voor KWF Kankerbestrijding elk jaar in Frankrijk met 5000 deelnemers de Alpe d'Huez bedwingt in de strijd tegen kanker, schreef Maarten diverse liedjes waarvan 'Het Alpe d'HuZes-lied', 'Dichter bij de hemel kom ik niet' en 'Hoop' de bekendste zijn.

## Discografie

### Albums
| Album met eventuele hitnotering(en) in de Nederlandse Album Top 100 | Datum van verschijnen | Datum van binnenkomst | Hoogste positie | Aantal weken | Opmerkingen                    |
| ------------------------------------------------------------------- | --------------------- | --------------------- | --------------- | ------------ | ------------------------------ |
| Hunting the queenbee                                                | 1986                  | 07-06-1986            | 40              | 9            | als Maarten Peters & The Dream |
| Burn your boats                                                     | 1987                  | 24-10-1987            | 68              | 3            | als Maarten Peters & The Dream |
| White horses in the snow                                            | 1989                  | 14-10-1989            | 60              | 5            | als Maarten Peters             |
| A scary tale                                                        | 1991                  |                       |                 |              | als Maarten Peters             |
| Bevroren Tranen                                                     | 2005                  |                       |                 |              | als Maarten Peters             |

### Singles
| Single met eventuele hitnotering(en) in de Nederlandse Top 40 | Datum van verschijnen | Datum van binnenkomst | Hoogste positie | Aantal weken | Opmerkingen                                               |
| ------------------------------------------------------------- | --------------------- | --------------------- | --------------- | ------------ | --------------------------------------------------------- |
| Can't stop                                                    | 1986                  |                       |                 |              |                                                           |
| Away (Don't leave me here alone)                              | 1986                  | 25-01-1986            | 36              | 4            | Nr. 37 in Single Top 100                                  |
| After the party                                               | 1986                  | 24-05-1986            | tip5            | -            | als Maarten Peters & The Dream                            |
| Take it now                                                   | 1986                  | 15-11-1986            | tip9            | -            | als Maarten Peters & The Dream                            |
| Factory man                                                   | 1987                  | 25-04-1987            | 35              | 3            | als Maarten Peters & The Dream / Nr. 41 in Single Top 100 |
| Burn your boats                                               | 1987                  | 26-09-1987            | tip5            | -            | als Maarten Peters & The Dream / Nr. 62 in Single Top 100 |
| Dance this night away                                         | 1988                  | 23-07-1988            | tip17           | -            |                                                           |
| White horses in the snow                                      | 1989                  | 21-10-1989            | 23              | 4            | Nr. 30 in de Single Top 100                               |
| Heart of stone (Leave me alone)                               | 1989                  | 09-12-1989            | tip5            | -            | Nr. 40 in de Single Top 100                               |
| Bring out the rain                                            | 1990                  | 17-03-1990            | tip18           | -            | Nr. 50 in de Single Top 100                               |
| Fighting for our queen                                        | 1991                  | -                     |                 |              | Nr. 82 in de Single Top 100                               |
| Alpe d'HuZes                                                  | 2011                  | -                     |                 |              | met Margriet Eshuijs / Nr. 50 in de Single Top 100        |
| Alpe d'HuZes                                                  | 2012                  | -                     |                 |              | met Margriet Eshuijs / Nr. 96 in de Single Top 100        |